# 小行星8334
小行星8334（英語：8334）是一颗围绕太阳公转的小行星。1984年2月10日，J. Gibson在帕洛马山发现了此天体。
这颗小行星的绝对星等为54.43809等。